# مهران پوپل
مهران پوپل (متولد ۱۳۷۴) شاعر اهل افغانستان است. اشعار او دارای درون‌مایهٔ شاعرانه و نیز موضوعات اجتماعی و سیاسی است. او در مرداد ۱۴۰۰ توسط طالبان بازداشت شد. پوپل از بسیج عمومی برای مقابله با گروه طالبان در هرات حمایت کرده بود.

## نقد اشعار
افسانه واحدیار شعرهای پوپل را «روان، سلیس و خالی از تعقیدات لفظی و معنوی» می‌داند.

## آثار
- جرم یوسف، هرات: نشر کامگار، ۱۳۹۸